# Миграция армян в средневековую Европу
Средневековая миграция армян в Европу (арм. Հայկական միջնադարյան գաղթավայրերը Եվրոպայում) — переселение армян из исторической родины в Европу, начавшееся в XI-XIV веках, когда пали государства Багратуни (1045) и Армянское царство Киликия (1375). В период турецко-персидских войн вследствие оттока населения из региона исторического расселения на Армянском Нагорье укрупнялись армянские колонии. Чтобы сохранить армянскую идентичность, светские и духовные лидеры, купцы и деятели культуры осуществляли строительство церквей, школ, типографий, строительство отдельных армянских кварталов и сел. Во время правления сельджуков и монголо-татар, особенно в позднем средневековье, отток армянского населения усилился. Армяне продолжались селиться в колониях, сохраняя родной язык, религию и национальные традиции.

## Восточная Европа

### Крым
Историю переселения армян из Армении в Крым описал автор XVII века Мартирос Крымеци в стихотворной «Истории Крымской земли».
Крымский полуостров расположен на севере Чёрного моря. Крым всегда был в центре внимания различных цивилизаций. Греки, понтийцы, византийцы, татары и другие народы правили здесь в разное время. Армяне поддерживали торговые, культурные и политические связи с этими цивилизациями в большей или меньшей степени с древних времен.
Согласно Пётру Эберхардту первые армяне поселились на территории Крыма в XI веке. Влад Бэнэцяну также датирует образование армянской колонии в Крыму XI веком. В начале XII века они уже формировали общину в Киеве. 
Сохранились данные об обращении в 1299 году армян к генуэзцам Кафы с просьбой разрешить им переехать в город.
Постоянное армянское население образовалось в Крыму около IX века. Это было связано с политикой Византии. Позже, особенно в XIV веке, вследствие монгольских нашествий продолжилась миграция армян в Крым. Численность армян возросла настолько, что они стали вторыми по численности населения после татар. Юго-восточный регион Крымского полуострова часто называли Морской Арменией. Армяне жили в разных городах полуострова и в ряде только армянских сел.
Самым известным центром крымских армян была церковь Сурб Хач. Это был не только духовный, но и культурный центр. Веками церковь была столицей Армянской Апостольской Церкви. Построенный в Старом Крыму (Сурат) или Грицйа на северо — западном склоне горы Монастырская в 5 км к юго — западу . Гора, на склоне которой расположен монастырь, а также река, протекающая у подножия горы, когда-то назывались Святым Крестом. По мнению некоторых ученых, имя Сурхат также происходит от армянского названия Святой Крест(Сурб Хач.) В прошлом оживленная дорога, ведущая к прибрежным поселениям, проходила мимо монастыря, следы которой сохранились до наших дней. Церковь Сурб Хач относится к 1347 году.
По словам Филиппа Куртина (Университет Джонса Хопкинса) в XIV—XV веках армяне играли важную роль в торговой жизни региона. Крымские армяне не только везли товары на родину; они также управляли караванами еще дальше на запад через современную Румынию и Польшу и далее в Нюрнберг в Германии и Брюгге в Нидерландах. Их колонии в Крыму были настолько велики, что генуэзцы иногда называли Крым Armenia maritima. Влад Бэнэцяну отмечает: «В XIV в. крымские армяне начали играть большую роль в торговле между Крымом и европейскими странами».
В Крыму была школа армянской миниатюрной живописи. Это одно из важных направлений армянской миниатюрной живописи. В работах армянских художников Крыма заметны влияния искусства родной страны и киликийской миниатюрной живописи. На миниатюрную живопись Крыма также повлияла новая среда, в которой жили и работали другие народы. Армянские художники-миниатюристы создавали уникальное искусство, которое характеризуется высоким профессионализмом, уникальным сочетанием линейного и разноцветного стилей. Фон золота часто заменяют темно-синим цветом, который акцентировал выразительность и загадочность миниатюры .
Наиболее значимыми центрами письма были Кафа (Феодосия) и Сурхат (ныне Старый Крым). Здесь работали Григор Сукиасанц, Аракел, Аветис и Степанос, сыновья Натера, известные по всему Крыму и его сын Ованнес. Когда татары и турки завоевали Крым в конце XV века, культурная жизнь армянской общины ухудшилась. Писательская деятельность возродилась в XVII веке. Среди художников — Нагаш Эолпе, Никогайос Цахкарар, Хаспек, которые продолжили лучшие традиции своих предшественников. С появлением техники печати миниатюрное искусство сменилось гравировкой и машинной росписью. Крымские армяне имели значительный успех. Лучшим выразителем морского искусства из крымских армян был признан Ованес Айвазовский.
В 1385 году в крымском городе Феодосия была построена еще одна армянская католическая церковь — Георгиевская. Его основателем был маркиз Аслан, бывший мусульманин, перешедший в христианство . В прошлом, по случаю Дня Святого Георгия, в монастырском комплексе организовывалось торжество, в котором участвовали не только армяне близлежащих и дальних сел, но и татары. Здесь находилось представительство иерусалимских армян, и именно отсюда началось армянское поломничество в священные христианские города.
Крымские армяне принимали участие в торговле с Кавказом, Арменией и Москвой, а также в Средиземноморском регионе. Армянские и зарубежные купцы ввозили в Крым текстиль, мех, предметы роскоши, специи и т. д. Хлеб, рыба, кожа, свечи, соль и т. д. вывозились из Крыма. Крымско-армянские купцы имели тесные связи, особенно со Львовом. В их руках была монополия внешней торговли в татарских регионах. Крымские армяне в меньшей степени занимались ремеслами и сельским хозяйством.
У крымских армян была своя церковь и школы. Они поддерживали связи с родиной и Киликией, а также с Константинополем, Молдовой и многими другими районами, населенными армянами. Эти отношения в значительной степени способствовали сохранению и развитию национальных традиций.

### Польша
История Польши восходит к средневековью, когда поляки отделились от восточнославянских племен и создали свое государство. Страна имела разные географические границы и в разные исторические периоды она часто завоёвывала западные регионы современной Украины и Белоруссии. Поэтому, говоря об армянских колониях в средневековой Польше, мы также имеем в виду армянские общины в этих регионах. Армяне играли важную роль в таких городах как Львов, Луцк, Каменц-Подольский, Бучач, Броды и др.
Армяне поселились на украинских территориях, принадлежащих Польше, в XI-XII веках в связи с распадом царства Багратуни. В Польше сформировали армянские общины в XIII и XIV веках. Из-за конфликтов с монголами армяне эмигрировали из Киева на запад Украины. Они создали и возродили армянские общины Западной Украины и Польши.
После распада армянского государства Киликии, новая волна мигрантов направилась в эти страны. Армянские колонии появляются во Львове, Каменце-Подольском и других городах. Армянские общины получают свободу вероисповедания и право на свободную экономическую деятельность. Судебный процесс проводился в соответствии с собственными законами, в соответствии с решениями польских армян, основанным на законодательстве Армении. Основным занятием армян этих стран была также торговля, так как они были в основном городскими жителями. Небольшое количество деревень или особых районов также занималось о сельским хозяйством, наряду с ремеслами.
Значение львовской колонии было особенно велико в армянских общинах. Город был главным религиозным и национальным центром армян региона. Другие армянские колонии часто обращались в армянский суд Львова. У армян был свой устав. Пётр Эберхардт отмечает, что на протяжении нескольких веков армяне владели автономией во Львове, имели свою систему образования и самоуправления. Армяне активно участвовали во внутренней и международной торговле во всем регионе. Они импортировали ковры, шёлк, сухофрукты, специи и другие продукты с Востока. Из Венгрии и Молдовы привозили скот и лошадей.
В Каменец-Подольске армяне перебрались в XI веке из разрушенного армянского царства Багратидов . Новые группы беженцев прибывали в Украину и Польшу из Закарянской Армении после её упадка в XIII веке. В XVII веке в городе было 1200 армянских семей . Являясь значительной частью населения Каменца-Подольского, армяне играют важную роль в его культурной, экономической и военной жизни. Армяне живут в основном в юго-западной части города. Район в котором раньше жило много армян, до сих пор сохранился и носит имя «армянского».
В городе был «Армянский рынок», а также армянские монастыри и школы, которые сохранились и по сей день . Достопримечательностями города помимо армянского рынка, являются также армянская цитадель и армянский колодец.
Церковь святого Николая (XIII - XIV вв.), первая армянская церковь Каменец-Подольска, которая не могла удовлетворить духовные потребности растущего сообщества.  В XV веке в самом центре района, рядом с двумя перекрещивающимися армянонаселенными улицами началось строительство новой церкви, которой было дано имя святого Николая Чудотворца.
В середине XIV века эмиграции армян в Польшу поспособствовала политика короля Казимира III.
Армянские общины создаются в других столицах того времени, в Кракове и Варшаве, а также в столице Древней Руси — Киеве.
В конце XVI—начале XVII веков во Львове, Каменце и других местах существовали армянские школы, где обучались армянскому языку.
Армяне также активно участвовали в политической жизни страны. Они оказывали важные дипломатические услуги и участвовали в борьбе против турецких захватчиков. В Венской битве (1683 г.), где турки потерпели поражение, в польской армии сражались 5000 армян.
Польско-армянские колонии жили плодотворной жизнью. Во всех армянских общинах были школы. Армянская типография была основана во Львове в начале XVII века. Развиваются другие отрасли культуры, в том числе архитектура. Армянский храм, построенный во Львове в (1363 г.), стоит до сих пор.
Впоследствии серьезное ослабление армянской общины произошло вследствие принуждения армян католичеству и отмены привилегии самоуправления .

### Болгария
Болгария расположена в центральной части Балканского полуострова, на западном побережье Чёрного моря. Граничит с Грецией на севере. На севере находится Румыния. На протяжении веков эти страны были неотъемлемой частью Римской империи, а затем и Византии. Традиционные связи армян с греко-римскими регионами продолжались даже после распада этих империй.
Во время арабского правления армяне массово мигрировали в Византию. Среди них были крестьяне и ремесленники, священнослужители и дворяне. Благородная семья Мамиконянов была особенно известна среди дворянских семей. Византийские императоры регулярно организовывали депортации армян. Таким образом, большие массы армян поселились на Балканах. Еще в XI веке возле города Пловдив был основан монастырь Св. Аствацацин. Это был духовный центр армян, обосновавшийся недалеко от города. Позже, в XIV и XV веках, армянские колонии появились в Софии, Варне, Бургасе и других местах.
Подавляющее большинство болгар-армян были ремесленниками. Они занимались ювелирным делом, медным делом, кузнечным делом, текстилем, кожей и другими ремеслами. Например, армянские кузнецы Софии пользовались большой славой. У армян были свои мастерские, которые одновременно служили точками продаж. Кроме того, болгаро-армянские ремесленники и торговцы играли активную роль во внутренней и внешней торговле Балкан. Значительное количество армян поселились в селах. Прибрежный климат Болгарии способствовал развитию сельского хозяйства. Армяне занимались сельским хозяйством, особенно много выращивали фруктов и овощей.
По словам армянских историков, в этот период стражу крепости Филиппов (Пловдив) составляли в основном армянские солдаты. Судьба армян, обосновавшихся в Болгарии, была тесно переплетена с историей болгар, в результате чего была сформировались общие обычаи и традиции. В Болгарии существовали центры армянской письменности, один из древнейших сохранившихся манускриптов восходит к 1007 году.

### Румыния и Молдавия
Согласно Владу Бэнэцяну, миграция армян в Молдову происходила из Крыма через Белгород-Днестровский. В XIV—XV веках в ряде городов региона ими были образованы свои общины.
Армянские колонии на территории Валахии, Трансильвании и Молдавии появились в XIV веке. Миграция армян в Молдову продолжалась и последующих веках. Армяне поселились в Сучаве, Яссах, Фокшануме и других городах. Самые важные армянонаселенные центры имели свою автономию, городские советы. Бэнэцяну отмечает, что армянские общины имели свою администрацию и руководящий совет во главе с войтом. Сохранился документ 1445 года в котором упоминается войт арменски Саркиз.
Суд проходил в соответствии с национальными традициями. Армянский суд возглавлял мэр. В современной столице Бухаресте армяне построили армянскую апостольскую церковь Святых Архангелов. Это была первая церковь, которая была основана в 1581-1629 годах, она служила в равной степени православным и католическим верующим. Когда она стала в католической церковью в 1638 году, православные армяне построили еще одну деревянную церковь. Церковь Святых Архангелов была построена в Бухаресте 1911-1915 в том же месте, по проекту архитектора Григория Черкеза .
Роль армян была велика во внутренней и внешней торговле страны. Они умело использовали сухопутные и водные маршруты, ведущие в Польшу и Россию. У них были парусные корабли в Чёрном море. На сухопутных маршрутах караваны армянских купцов были известны как «армянские повозки». Армяно-населенные центры Румынии были также заметными центрами ремесленничества. Румынские армяне имели тесные отношения с армянами Крыма, Константинополя и Польши. Армяне провели обширные строительные работы, возвели церкви и соборы. У них были национальные школы. Здесь армяне пользовались свободой вероисповедания.
В середине XVII века армяне Молдовы начинают переселяться в Трансильванию, где общины были еще с XIV-XV веков .

## Западная Европа

### Италия
В VI веке, при императоре Юстиниане византийская армия под руководством полководца армянского происхождения Нерсеса, имея в смоем составе крупные армянские контингенты завоевала Италию и положила конец королевству остготов. Равеннские документы начала VII века упоминают Numerus armeniorum в византийской армии. В раннем средневековье армяне жили в основном в южной, византийской части Италии. В 792 году император Константин VI Слепой переселил в Сицилию часть населения фемы Армениак. Византийский полководец Никифор Фока Старший в 885 году поселил армян в Калабрии. Среди выдающихся армян Раннего средневековья живших в южной Италии известны узурпатор Мизизий, губернатор Сицилии Мушег и военачальник Смбатик.
Армяне имели экономические, политические и культурные связи с местным населением со времен Римской империи. Армянские общины в торговых городах Италии начали возникать в 13 и 14 веках, когда Италия была еще только географическим названием, а ее города-государства входили в состав Священной Римской империи германской нации. Армяне мигрировали сюда из Киликии и Крыма.
Армянское королевство Киликия установило тесные связи с итальянскими городами во время крестовых походов. В Ряде итальянских городов (Рим, Генуя, Венеция, Ливорно) в 13 — 14 веках армяне создали свои общины. Самая большая и самая важная колония была в Венеции. Согласно Дэвиду Бенджамину, армянское присутствие в Венеции прослеживается как минимум с XIII века. В одной из венецианских документов 1253 года Марко Зиани упоминает армян, и завещает чтобы они «вечно жили» в доме недалеко от Сан Марко. Впоследствии это место назывался Calle dei Armini (Армянская улица). Бенджамин отмечает, что к 1341 году армянский дом (domus Arminorum) имел функцию организационной структуры. На острове Сан-Джорджо находилась армянское кладбище и церковь. В 1348 году армяне приобрели церковь в районе Кастелло. К 1434 году они владели небольшой церковью Calle degli Armeni, где литургия проводилась в соответствии армянскому обряду. XV—XVI веках венецианская колония была организованным армянским центром. Армяне импортировали хлопок, шелк, соль, изюм, пшеницу, медь и т. д. Импорт персидского шелка был в основном связан с армянами. Многие торговые дома были основаны в Венеции. Кроме богатых купцов были также малые и средние торговцы, которые имели лавки на площади Сан Марко .
Значительное количество мастеров поселились в итальянских городах. Они работали в основном на верфях. Значение Венеции было велико для армян, особенно с точки зрения культуры. Важным достижением общины Венеции стало основание в городе армянского книгопечатания. Именно там в 1512 году вышла первая печатная книга на армянском языке. В 1717 году в Венеции было основано аббатство мхитаристов.

### Франция
Робин Коэн отмечает, что проживание армян во Франции имеет долгую историю. Так, например, источники сообщают, что в 591 году Францию посетил некий епископ Симон, который был принят Григорием Турским. Последний король Армении Левон VI похоронен в Париже, в монастыре Сен-Дени (1393 г.).

### Нидерланды
Нидерланды — страна в Западной Европе на берегу Северного моря. Она была основана в XVI веке. Её южная часть, с регионом Фландрия (Бельгия), присоединилась к Испании, а затем установила тесные связи с Францией. Между тем, северная часть, Нидерланды, пошла самостоятельным, независимым путем развития. XV и XVII века считаются золотым веком голландской истории, когда ее военно-политическая власть была установлена над несколькими африканскими и азиатскими странами, а Нидерланды стали мировой державой. Армяне переселялись в Нидерландах с XIV века. Армянские купцы были в Амстердаме, который был признан центром коммерции и культуры в мире. Город приобрел репутацию «Императрицы Европы». Здесь начала XVII века, были созданы коммерческие дома и формировались армянские общины. У некоторых армянских купцов были свои корабли. В летописи сохранилось, что два из пяти кораблей, которые плавали из Амстердама в Смирну в 1653 году, были армянскими и назывались «армянский купец» и «персидский купец». Здесь имелась своя типография. Первая армянская типография в Амстердаме была основана в 1660 году. Есть много книг, изданных в течение короткого времени .
Амстердамская колония ослабевает с ослаблением Нидерландов и конце XVIII века, когда Испания, Португалия и Нидерланды были заменены Великобританией и Францией военно-политической арене.